# Pareiorhaphis cameroni
Pareiorhaphis cameroni är en fiskart som först beskrevs av Steindachner, 1907.  Pareiorhaphis cameroni ingår i släktet Pareiorhaphis och familjen Loricariidae. Inga underarter finns listade i Catalogue of Life.